# جیک پاول
جیک جوزف پاول (به انگلیسی: Jake Joseph Paul؛ متولد ۱۷ فوریه ۱۹۹۷) مشهور به جیک پاول، یک یوتیوبر، بازیگر، بوکسور، کمدین و خواننده رپ اهل آمریکا است. او از طریق شبکه اجتماعی واین به شهرت رسید و بعد به شبکه دیزنی و سریال بیزردوارک پیوست. پاول پس از جدایی از دیزنی، برند رسانه‌ای مستقل خودش را تأسیس کرد و شروع به تولید و انتشار ویدیو از طریق (یوتیوب) نمود.
تک آهنگ او به اسم کار هر روز ما (It's Everyday Bro)، با دریافت ۴٫۸ میلیون دیس لایک به فهرست بیشترین ویدئوهای دیس لایک شده در (یوتیوب) بدل شد.

## مبارزه با مایک تایسون
جیک پاول در ۲۶ آبان ۱۴۰۳ مایک تایسون را پس از هشت راند مبارزه، شکست داد. مایک تایسون فردای این رویداد در حساب ایکس خود ابراز کرد که به خاطر مبارزه روز گذشته خوشحالم که برای آخرین بار وارد رینگ شدم و اصلا پشیمان نیستم. این مسابقه، گران‌ترین مبارزه مشت زنی تاریخ لقب گرفت. این مسابقه، ۶۰ میلیون بیننده‌ی زنده داشت.